# LP Underground Tour
LP Underground Tour fue una gira de conciertos llevadas a cabo por la banda de rock norteamericana Linkin Park. en promoción de su álbum Meteora.

## Actos de apertura
- Emil Bulls
- Onepity

## Lista de canciones interpretadas
1. "Session"
2. "Don't Stay"
3. "Somewhere I Belong"
4. "Lying from You"
5. "Papercut"
6. "Points of Authority"
7. "Runaway"
8. "Faint"
9. "From the Inside"
10. "Hit the Floor"
11. "With You"
12. "Crawling"
13. "In the End"
14. "Easier to run"
15. "A Place for My Head"
16. "One Step Closer"

## Fechas de la gira
| Fecha                 | Ciudad        | País          | Lugar                |
| --------------------- | ------------- | ------------- | -------------------- |
| Europa                |               |               |                      |
| 23 de febrero de 2003 | Milán         | Italy         | Alcatraz Wharf       |
| 27 de febrero de 2003 | Hamburg       | Germany       | Docks of Hamburg     |
| 2 de marzo de 2003    | Paris         | France        | Élysée Montmartre    |
| 3 de marzo de 2003    | Nottingham    | England       | Rock City            |
| 5 de marzo de 2003    | London        | England       | Brixton Academy      |
| 7 de marzo de 2003    | Manchester    | England       | O2 Apollo Manchester |
| Estados Unidos        |               |               |                      |
| 11 de marzo de 2003   | Worcester     | United States | Worcester Palladium  |
| 12 de marzo de 2003   | New York City | United States | Rod Laver Arena      |
| 14 de marzo de 2003   | Chicago       | United States | Riviera Theatre      |
| 15 de marzo de 2003   | Minneapolis   | United States | Quest Club           |
| 17 de marzo de 2003   | Detroit       | United States | State Theatre        |
| 18 de marzo de 2003   | St. Louis     | United States | The Pageant          |
| 20 de marzo de 2003   | Dallas        | United States | Bronco Bowl          |
| 23 de marzo de 2003   | San Francisco | United States | The Warfield         |
| 24 de marzo de 2003   | Los Angeles   | United States | The Wiltern          |
| 25 de marzo de 2003   | Los Angeles   | United States | The Wiltern          |